# 多田吉左衛門
多田 吉左衛門（ただ きちざえもん、寛永3年（1626年） - 宝永6年5月16日（1709年6月23日））は、江戸時代前期の土佐の捕鯨家。土佐網取捕鯨の始祖。名は清平。

## 経歴・人物
土佐国安芸郡津呂浦（現・高知県室戸市室戸岬町）の庄屋・2代多田五郎右衛門の長男として生まれる。庄屋職は末弟が継いだ。寛文4年（1664年）土佐藩の鯨方肝煎となり、3人扶持、9石を食む。
天和2年（1682年）紀州熊野灘へ出張し、同地の捕鯨家・太地角右衛門に網取捕鯨を学び、漁民70人を連れ帰郷する。阿波の山内荘九郎に借財し、東は室戸・西は窪津を拠点とし捕鯨を営んだ。その後、吉左衛門の津呂組は奥宮氏が継いだ。墓所は室戸市津呂耳崎の古城山東麓。

## 親族
- 祖父：初代多田五郎右衛門（捕鯨家、突捕鯨の始祖）